# Dag Vidar Kristoffersen
Dag Vidar Kristoffersen (Drammen, 20 aprile 1957) è un allenatore di calcio norvegese.

## Carriera
Kristoffersen ha allenato lo Strømsgodset dal 1993 al 1998. Al termine del campionato 1993, ha condotto la squadra in Eliteserien e in finale del Norgesmesterskapet, dove si è arresa al Bodø/Glimt. Lo Strømsgodset è retrocesso in 1. divisjon al termine della stagione 1994, ma Kristoffersen è rimasto in carica ed ha condotto nuovamente la squadra in massima divisione alla fine del campionato 1995.
Nel 1997, lo Strømsgodset di Kristoffersen ha chiuso l'annata al 3º posto in campionato, arrivando nuovamente in finale del Norgesmesterskapet e perdendo stavolta contro il Vålerenga. Nello stesso anno, è stato nominato miglior allenatore del campionato. È rimasto in carica fino al 1998.
Nel 1999 è diventato allenatore del Larvik, squadra appena fondata da una fusione tra alcuni club locali ed iscritta alla 4. divisjon. Sotto la guida di Kristoffersen, il Larvik è arrivato fino in 2. divisjon. È rimasto allenatore fino al campionato 2002, chiuso con una salvezza.

## Palmarès

### Individuale
- Miglior allenatore dell'Eliteserien: 1

1997